# Flotte de vengeance
Flotte de vengeance (en anglais : Vengeance, Unlimited, puis Vengeance Fleet), est une nouvelle de science-fiction de Fredric Brown.

## Parutions

### Parutions aux États-Unis
La nouvelle est parue en juillet 1950 dans le magazine spécialisé Super Science Stories.
Par la suite, elle a été publiée à une vingtaine de reprises, notamment dans le recueil Fantômes et Farfafouilles.

### Parutions en France
La nouvelle a été publiée en langue française :
- dans le magazine Au-delà du ciel, numéro 2, avril 1958, éditions Silvestri, sous le titre Nous avons vaincu demain ;
- dans le recueil Fantômes et Farfafouilles, édité et réédité à douze reprises entre 1963 et 2001.

### Parutions dans d'autres pays européens
La nouvelle a été publiée :
- en Italie sous le titre La rappresaglia (1962) puis Rappresaglia (1982)
- en Allemagne sous le titre Die Vergeltungsflotte (1963)
- aux Pays-Bas sous le titre Wraakoefening (1968)

## Résumé
Les vaisseaux spatiaux ennemis arrivèrent de l'espace profond, lancés depuis des distances incroyables. Ils foncèrent vers Vénus, et la détruisirent.
Mais arrivés près de la Terre, les humains eurent l'opportunité de réagir avant que les extraterrestres n'aient tiré le moindre coup de rayon-laser ni envoyé le moindre mégatonne nucléaire : le flotte ennemie fut anéantie en quelques minutes par l'amiral Barlo. Ce fut un massacre d'extraterrestres ; tous les vaisseaux furent proprement annihilés.
Passés tout près de l'anéantissement, les humains décidèrent de se venger.
Ils réparèrent leurs vaisseaux spatiaux, les dotèrent d'armes hyper-puissantes, et ordonnèrent à l'amiral Barlo de retrouver la planète des extraterrestres et de la détruire. Pour cela, on savait d'où provenait la Flotte ennemie : en suivant son angle d'arrivée, on tomberait fatalement sur cette planète.
La Flotte de vengeance terrestre se mit en route, et on n'entendit plus parler d'elle.
Un siècle après, un savant avança une étrange théorie.
Et si la Flotte de vengeance était toujours allée tout droit, tout en suivant l'espace-temps ? Et si cet espace-temps est non seulement courbe, mais en plus permet de régresser dans le temps ? Et si la Flotte de vengeance était celle qu'on avait cru être la Flotte extraterrestre ennemie ? Et si l'amiral Barlo, croyant être arrivé aux abords de la planète ennemie, avait lui-même ordonné la destruction de Vénus puis, s'étant rendu compte de son erreur, avait ordonné que la Flotte ne tirerait pas et qu'elle devrait se faire désintégrer ? Et si, en fin de compte, le terrible combat qui avait eu lieu un siècle auparavant avait opposé quasiment les mêmes vaisseaux spatiaux, servis par les mêmes techniciens et officiers, dirigés par le même amiral ?